# Leiodytes acutus
Leiodytes acutus is een keversoort uit de familie waterroofkevers (Dytiscidae). De wetenschappelijke naam van de soort is voor het eerst geldig gepubliceerd in 1998 door Wang, Satô & P.-S.Yang.